# Mad Max (franczyza)

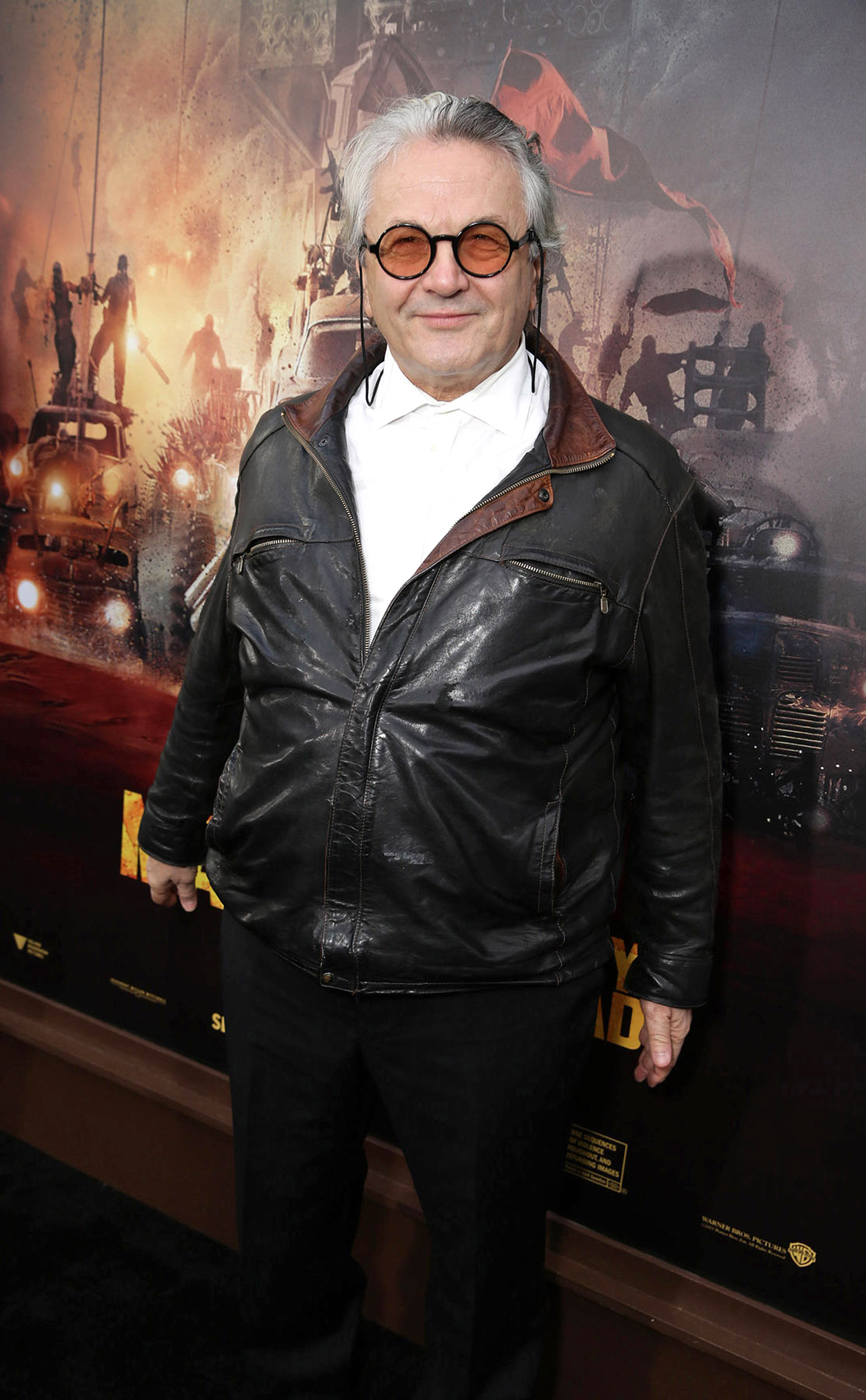
George Miller, twórca serii

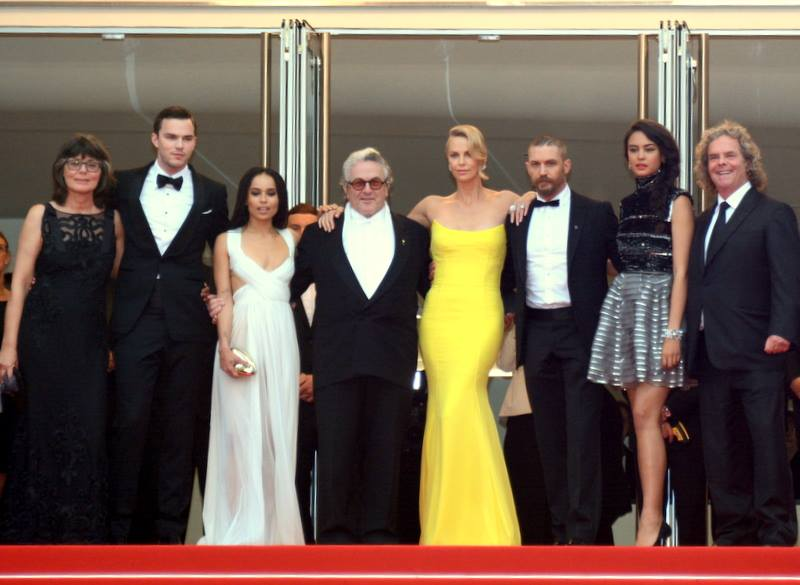
Ekipa filmu Mad Max: Na drodze gniewu

Mad Max – franczyza medialna zapoczątkowana postapokaliptycznym filmem o tym tytule z 1979 roku. Jej twórcą jest George Miller, a tytułową rolę odtwarzali Mel Gibson i Tom Hardy.
Mad Max, niskobudżetowy film postapokaliptyczny (budżet wynosił zaledwie 200 000 dolarów), niespodziewanie zdobył wielką popularność i przyniósł twórcom duże zyski. Na fali jego powodzenia nakręcono dwie kolejne części, które powtórzyły sukces pierwowzoru w skali międzynarodowej i wykreowały Mela Gibsona na megagwiazdę.
Po 30 latach przerwy twórcy odnowili franczyzę – nakręcono reboot serii w nowej obsadzie. Film zdobył uznanie krytyków, zdobywając m.in. 6 Oscarów. W maju 2024 miała miejsce premiera jego prequela, zaś w planach jest kolejna część. We wszystkich częściach brał udział George Miller, jako reżyser i współscenarzysta.
Szacuje się, że filmy z serii przyniosły dochód w wysokości ok. 530 mln dolarów przy poniesionych nakładach rzędu nieco ponad 160 mln dolarów.

## Fabuła
Samotny były policjant Max Rockatansky przemierza postapokaliptyczną Australię, walcząc z gangami motocyklistów odpowiedzialnymi za śmierć jego rodziny.

## Filmy
- Mad Max (reż. George Miller, 1979)
- Mad Max 2 (reż. George Miller, 1981; także pod tytułem The Road Warrior)
- Mad Max pod Kopułą Gromu (Mad Max Beyond Thunderdome reż. George Miller i George Ogilvie, 1985)

Reboot serii:
- Mad Max: Na drodze gniewu (Mad Max: Fury Road reż. George Miller, 2015)
- Furiosa: Saga Mad Max (Furiosa: A Mad Max Saga reż. George Miller, 2024)

## Pozostałe media

### Książki
Nowelizacje pierwszych trzech filmów zostały opublikowane przez QB Books. Autorem pierwszych dwóch powieści jest Terry Hayes, zaś trzeciego Joan D. Vinge.

### Komiksy
Mad Max: Fury Road to limitowana seria komiksów stworzona przez George’a Millera, Nico Lathourisa i Marka Sextona (wyd. Vertigo) będąca prequelem do filmu z 2015 roku o tej samej nazwie.

### Gry
Mad Max to gra wideo z 1990 roku dla NES opracowana i opublikowana przez Mindscape, powstała na podstawie filmu Mad Max 2.
Mindscape opracował kolejną grę z uniwersum, pierwotnie zatytułowaną The Road Warrior na SNES i Sega Genesis, ale ze względu na utratę licencji by uniknąć problemów prawnych zmieniono tytuł na Outlander (wyd. 1992).
W 2015 Avalanche Studios opracowało grę Mad Max na Linux, OS X, PlayStation 4, Microsoft Windows i Xbox One.

## Nagrody
- Mad Max: Na drodze gniewu zdobył 245 nagród w latach 2015–2016, w tym[10]:
  - 6 Oscarów za: najlepszy dźwięk, najlepszy montaż dźwięku, najlepszą scenografię, najlepsze kostiumy, najlepszą charakteryzację, najlepszy montaż.
  - Nagrodę Saturn, 5 nagród FCCA Award, 4 nagrody BAFTA, 9 nagród Critics Choice Award, nagrodę Satellite, MTV Movie Award, nagrodę „FIPRESCI Film of the Year” na  Międzynarodowym Festiwalu Filmowym w San Sebastián, Nagrodę im. Raya Bradbury’ego, Nagrodę Błękitnej Wstęgi, nagrodę Screen Actors Guild.
- Wcześniejsze filmy zdobywały pojedyncze nagrody.

## Odbiór
- Mad Max został wpisany do Księgi Rekordów Guinessa jako najbardziej dochodowy film w historii w kategorii stosunku zysków do budżetu[1].
- Mad Max 2 (1981) został uznany za najlepszy film akcji wszech czasów w ankiecie czytelników amerykańskiego magazynu Rolling Stone w 2015 roku[11]. Znalazł się także na liście 100 najlepszych filmów XXI wieku według BBC.